# Henrich Steffens
Henrich Steffens, född den 2 maj 1773 i Stavanger, död den 13 februari 1845 i Berlin, var en dansk-tysk naturforskare, filosof och skald.
Steffens var från 1779 bosatt i Danmark, blev 1790 student vid Köpenhamns universitet, avlade där 1794 examen i zoologi, botanik och mineralogi och företog därefter som stipendiat en resa för mineralogiska undersökningar till Norge. Därmed började hans oroliga vandringsår, varunder han besökte Bergen, Hamburg och Rendsborg samt slutligen någon längre tid verkade som docent i Kiel. Där förvärvade han filosofie doktorsgraden. Gripen av Friedrich von Schellings naturfilosofi, blev han, genom offentligt understöd, satt i tillfälle att 1798 bege sig till Jena, där Schelling då verkade som lärare. Där kom han även i beröring med Fichte, A. W. Schlegel, Wieland, Herder, Schiller och Goethe. Efter att 1801 ha utgett sin uppseendeväckande, till den sistnämnde dedicerade skrift Beiträge zur inneren naturgeschichte der erde begav han sig 1802 till Köpenhamn. Där utövade han genom sina geniala föreläsningar i naturfilosofi och genom sitt väckande personliga umgänge ett epokgörande inflytande på tidsandan, i det han i strid mot den ännu då härskande rationalismen införde nyromantikens nya tankar och stämningar. Särskilt betydelsefullt blev i detta hänseende hans inflytande på Öhlenschläger, men inverkan rönte även Grundtvig, bröderna Hans Christian och Anders Sandøe Ørsted, Mynster med flera. Ett minne av hans Köpenhamnsföreläsningar är Indledning til filosofiske forelæsninger (1803; ny upplaga med inledning av Harald Höffding 1905). 
Steffens kallades 1804 till professor i filosofi och naturvetenskap i Halle. Där utövade han starkt inflytande på Schleiermacher, flyttade 1811 till Breslau och 1832 till Berlin. Under dessa år deltog han i den tyska frihetskampen mot det franska förtrycket. Längre fram bekämpade han så väl den från universiteten utgående radikala rörelsen som regeringens planer till en kyrklig union. Utom de nämnda båda skrifterna författade han; på tyska, Anthropologie (1822), flera religionsfilosofiska skrifter, noveller (1837–1838) med ryktbara naturskildringar (bland andra Die vier Norweger, 1827–1828; "De fyra norrmännen", 1836) samt en kulturhistoriskt värdefull självbiografi, Was ich erlebte (10 band, 1840–1845; 2:a upplagan 1844–1846; senast 1908, utgiven av Friedrich Gundelfinger), där han även skildrar sitt besök i Sverige. Hans Nachgelassene Schriften utgavs 1846. Som filosof var Steffens anhängare av Friedrich von Schellings naturfilosofi, men hade djupare naturvetenskapliga insikter än sin lärmästare. Ett religiöst grundintresse uppbar hans tänkande, i det att han i allt strävade efter att uppspåra den grundkraft, varav han ansåg allt vara lägre och högre uppenbarelseformer, men därjämte framträdde hos honom en genomgående individualistisk tendens, ju mera individualiserad en naturform är, desto mera ansåg han den ha oändlighetens prägel, genom större innehåll och rikare motsättningar stå universaliteten närmare.